# Deutscher Kolonialverein (1882)
Der Deutsche Kolonialverein gehörte zu den Organisationen, die man zu den Kolonialgesellschaften zählte.
Der Verein wurde am 6. Dezember 1882 in Frankfurt am Main unter der Leitung von Hermann Fürst zu Hohenlohe-Langenburg gegründet, der auch der erste Präsident wurde. Schon im Februar 1885 wechselte der Sitz nach Berlin. Im Verein gab es um die 15.000 Mitglieder. Sie kamen überwiegend aus der Politik, der Industrie, dem Handel und dem Bankwesen. Unter den Motiven verbanden sich nationalistische Rivalität mit anderen Großmächten, Sorge um eine Übervölkerung und Hoffnung auf Wirtschaftswachstum mit der Spekulation auf eine innenpolitische Entspannung im Kampf gegen die Sozialdemokratie. Entscheidenden Anteil am Entstehen des Vereins hatten:
- Johannes von Miquel, führender Vertreter der Disconto-Gesellschaft
- Carl Ferdinand Stumm, Vertreter der Saar-Industrie
- Louis Baare, Vertreter der rheinisch-westfälischen Großindustrie
- Henry Axel Bueck, Generalsekretär des Zentralverbandes Deutscher Industrieller
- Friedrich Ratzel, Geograph und Begründer der Anthropogeographie
- Heinrich von Treitschke, deutscher Historiker, politischer Publizist und Mitglied des Reichstags
- Friedrich Hammacher, deutscher Industriejurist, Wirtschaftsführer und Mitglied des Reichstags[2]
- Friedrich Fabri, deutscher evangelischer Theologe und Publizist[3]
- Wilhelm Hübbe-Schleiden, deutscher kolonialpolitischer Schriftsteller und Theosoph[3]

Der Verein versuchte, durch Publizistik das Interesse der Deutschen für die Kolonialpolitik zu wecken sowie die Regierung und den Reichstag zu kolonialen Annexionen zu drängen. In den „Kolonialwahlen“ von 1884 sah er sich auf der Erfolgsspur, danach nahm das Kolonialfieber zunächst wieder ab. Die Mitglieder des Kolonialvereins forderten eine wirtschaftliche Förderung der bestehenden Kolonien und die Erschließung neuer Kolonialgebiete.
Der Verein wurde am 19. Dezember 1887 mit der 1884 von Carl Peters gegründeten Gesellschaft für deutsche Kolonisation zur Deutschen Kolonialgesellschaft verschmolzen. Organ des Vereins war die Deutsche Kolonialzeitung, die 1884 gegründet und wöchentlich kostenlos an die Mitglieder versandt wurde.